# الینگ
الینگ (به آلمانی: Alling) یک شهر در آلمان است که در بایرن واقع شده‌است.

## خصوصیات
الینگ ۲۱٫۰۴ کیلومترمربع مساحت دارد ۵۵۰ متر بالاتر از سطح دریا واقع شده‌است.